# Дардас
Дардас или Берагожди (на албански: Dardhas) е село в Албания, в община Поградец, област Корча.

## География
Селото е разположено на 1276 m надморска височина, на река Чърава южно от Поградец.

## История
На Етнографската карта на Битолския вилает на Картографския институт в София от 1901 година Берагожди е чисто албанско мюсюлманско село в Старовската каза на Корчанския санджак с 46 къщи.
До 2015 година селото е част от община Дардас.